# Križpolje
Križpolje je vesnice v Chorvatsku v Licko-senjské župě. Je součástí opčiny Brinje, od jejíhož stejnojmenného střediska se nachází asi 4 km na severovýchod. V roce 2011 zde žilo 510 obyvatel.
Doprava ve vesnici závisí převážně na silnici D23 a dálnici A1, z níž přímo na Križpolje existuje exit 8. Sousedními vesnicemi jsou Brinje, Jezerane, Križ Kamenica, Lipice, Stajnica a Vodoteč.